# Konopáč (Kopidlno)
Rybník Konopáč o rozloze vodní plochy 1,0 ha se nalézá u samoty Kamenský Dvůr asi 2 km západně od centra města Kopidlno v okrese Jičín. Rybník je přístupný po polní cestě odbočující z místní účelové komunikace vedoucí z Kopidlna do Kamenského dvora. V blízkosti rybníka prochází železniční trať Bakov nad Jizerou – Kopidlno.
Rybník je využíván pro chov ryb.

## Galerie

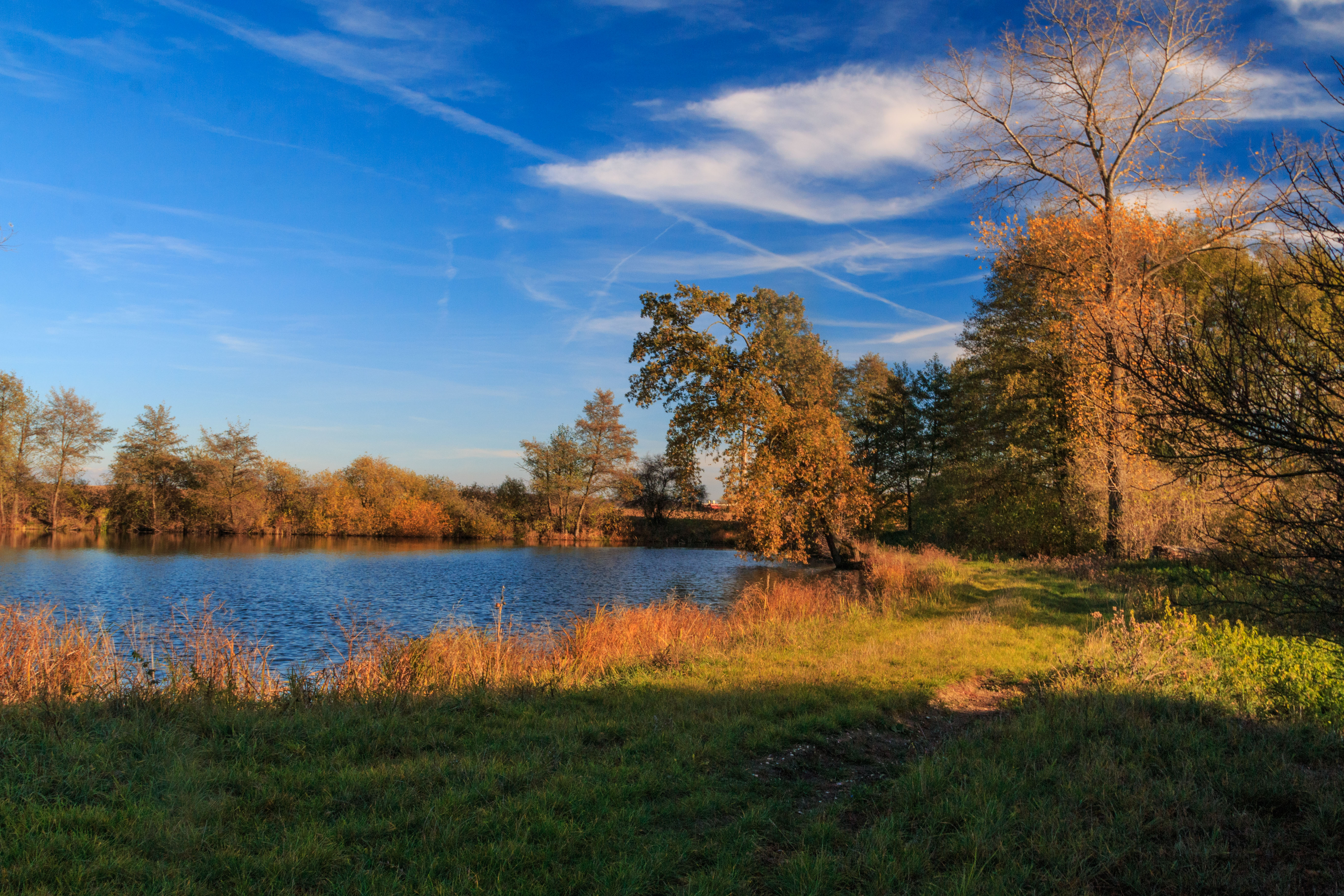
pohled na rybník Konopáč u Kopidlna
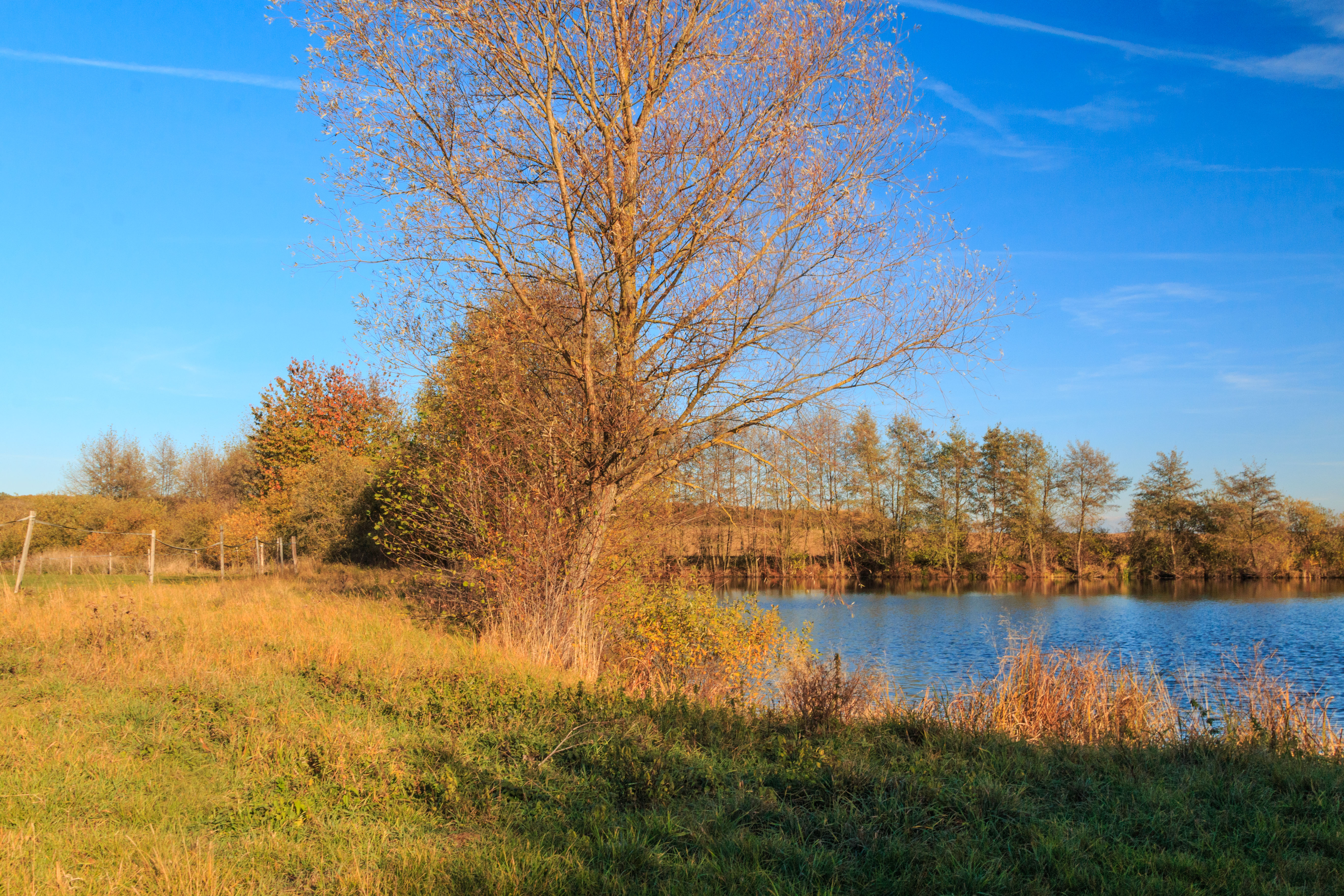
pohled na rybník Konopáč u Kopidlna
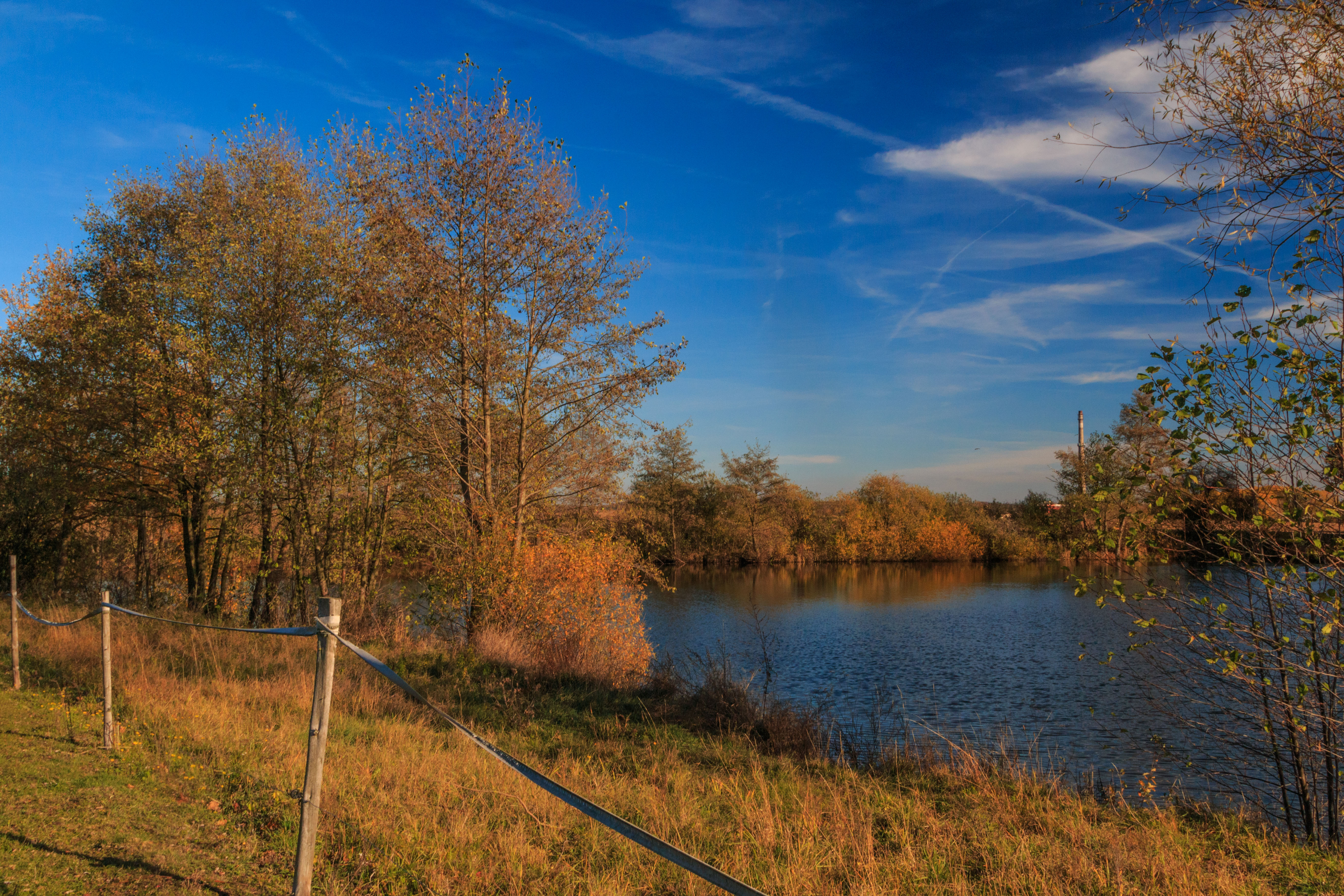
pohled na rybník Konopáč u Kopidlna